# Raquette (basket-ball)
Pour les articles homonymes, voir Raquette.

Les différentes formes de la raquette en NBA (gauche), NCAA (centre), FIBA 1956–2010, et FIBA 2010 (droite).

Au basket-ball, la zone restrictive, couramment appelée raquette, bouteille ou clef, est la zone du terrain située sous chaque panier. En anglais, cette zone est appelée key. Sa taille et sa forme varient selon les championnats et tournois.

## Dimensions
Jusqu'au championnat du monde de basket-ball 2010 dans les tournois et championnats FIBA, elle avait la forme d'un trapèze isocèle, sa largeur diminuant de 6 m sur la ligne de fond à 3,6 m pour la ligne des lancers francs. Depuis, c'est un rectangle de 4,9 m de largeur et de 5,8 m de longueur. En NBA et NCAA, les raquettes sont aussi des rectangles de dimensions légèrement différentes. 

## Règles
La zone restrictive est utilisée lors des séances de lancers francs : le tireur se place derrière la ligne des lancers francs (aussi appelée « la tête de raquette » ou « le poste »), et cinq joueurs (deux attaquants et trois défenseurs) se placent sur les côtés aux emplacements délimités par des sortes de graduations, pour se disputer le rebond sur le dernier lancer franc de la série (un, deux ou trois).
L'intérieur de la zone restrictive est souvent le domaine des pivots, ils tirent et défendent à l'intérieur de la raquette.
Jusqu'en 2003[Où ?], cette zone servait à disputer des entre-deux (remises en jeu faites par l'arbitre où deux joueurs se disputent la balle lancée vers le haut). Depuis 2003, la règle de l'alternance stipule qu'il n'y a plus qu'un entre-deux en début de match, et les situations d'entre-deux donnent lieu à des remises en jeu classiques par une équipe ou l'autre selon le côté qu'indique la flèche de l'alternance.

### Règle des trois secondes
La zone restrictive est l'objet de règles spécifiques : un attaquant n'a pas le droit d'y rester plus de trois secondes alors que son équipe contrôle le ballon dans la moitié de terrain adverse, faute de quoi le ballon est rendu à l'adversaire. L'arbitre doit arrêter de décompter les trois secondes lorsqu'un tir au panier est tenté tandis qu'il doit appliquer une tolérance quand un attaquant essaye de sortir de la raquette.

### Règle des trois secondes en défense

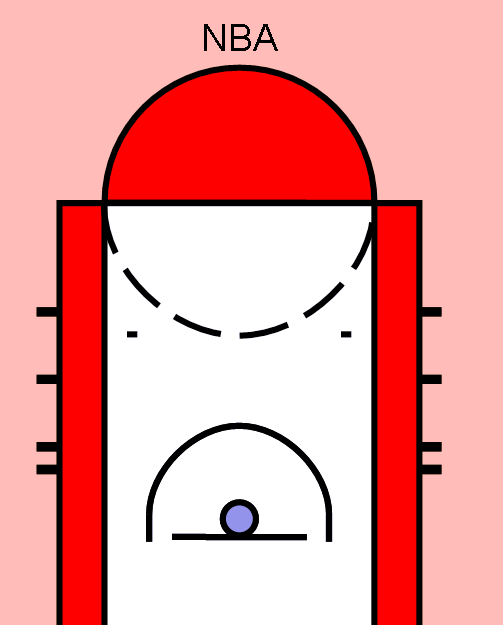
La partie blanche est celle où s'applique la règle des trois secondes.

En NBA, cette zone est aussi l'objet d'une règle des trois secondes pour les défenseurs, sauf face à son opposant direct (quand le joueur est en « position active de défense »). Elle entre en vigueur en WNBA en 2013, cette violation étant sanctionnée par une faute technique (un lancer franc et balle redonnée à l'équipe en attaque).
Pour être considéré en « position active de défense », le défenseur doit être à une distance maximale d'un bras de l'attaquant et en posture de défense. 
Le décompte des trois secondes est suspendu dans les cas suivants :
- si l'attaquant est en train de tirer ;
- si l'équipe attaquante perd le contrôle du ballon ;
- si le défenseur est en « position active de défense » ;
- si le défenseur est en train de quitter la raquette ;
- si le défenseur va se trouver de façon imminente en position légale.

Enfin, un joueur en défense sur un attaquant avec la balle peut se trouver dans la raquette sans être en posture de défense à moins d'un bras de distance.
L'équipe qui commet une violation de la règle des trois secondes en défense est sanctionnée d'une faute technique. L'équipe attaquante se voit accorder un lancer franc puis redonner la balle pour une remise en jeu avec au moins 14 secondes de possession. La violation est ignorée si un panier est réussi simultanément.
La WNBA introduit cette règle depuis la saison 2013, l'année de l'arrivée dans la ligue de la contreuse qu'est Brittney Griner.

## Sources
1. ↑   (en) [PDF]Règles officielles de la NBA (2009-2010)
2. ↑  « WNBA Announces Rules Changes for 2013 Season », WNBA (consulté le 16 décembre 2012)
3. 1 2 3 4 5  « NBA Official Rules (2009-2010) Rule 10, Section VII », turner.com (consulté le 31 décembre 2012)
4. ↑  « WNBA Announces Rules Changes for 2013 Season », WNBA (consulté le 31 décembre 2012)
5. ↑  « Rule changes may be first wave of Griner's WNBA impact », examiner.com, 13 décembre 2012 (consulté le 31 décembre 2012)